# Cryptalaus mortuus
Cryptalaus mortuus is een keversoort uit de familie van de kniptorren (Elateridae). De wetenschappelijke naam van de soort is voor het eerst geldig gepubliceerd in 1856 door James Livingston Thomson.